# Lutowiska (gmina)
Lutowiska est une gmina rurale du powiat de Bieszczady, Basses-Carpates, dans le sud-est de la Pologne, à la frontière avec l'Ukraine. Son siège est le village de Lutowiska, qui se situe environ 22 km au sud d'Ustrzyki Dolne et 101 km au sud-est de la capitale régionale Rzeszów.
La gmina couvre une superficie de 475,85 km2 pour une population de 2 197 habitants.

## Géographie
La gmina inclut les villages de Beniowa, Bereżki, Brzegi Górne, Bukowiec, Caryńskie, Chmiel, Dwerniczek, Dwernik, Dydiowa, Dźwiniacz Górny, Hulskie, Krywe, Krywka, Łokieć, Lutowiska, Muczne, Nasiczne, Procisne, Pszczeliny, Sianki, Skorodne, Smolnik, Sokoliki Górskie, Stuposiany, Tarnawa Niżna, Tarnawa Wyżna, Ustrzyki Górne, Wołosate, Zatwarnica et Żurawin.
La gmina borde les gminy de Cisna et Czarna. Elle est également frontalière de l'Ukraine.